# 戴奧賴特 (密歇根州)
戴奧賴特（英語：Diorite）是位於美國密歇根州馬凱特縣伊利鎮區的一個非建制地區。

## 歷史
戴奧賴特的郵局於1888年開設，其後於1940年停運。此地得名自當地常見的閃長岩。

## 地理
戴奧賴特所處的海拔為高於海平面479米（即1572英呎），而該地所採用的時區為UTC-5，即北美东部時區（EST）。同時該地設有夏令時間，為UTC-5調快一小時，即UTC-4（EDT）。